# خومه‌زار علیا
خومه‌زار علیا، روستایی است از توابع بخش مرکزی شهرستان ممسنی در استان فارس ایران.

## جمعیت
این روستا در دهستان بکش یک قرار داشته و براساس سرشماری سال ۱۳۸۵جمعیت آن ۹۳نفر (۲۱خانوار) بوده‌است.

## موقعیت
خومه زار در لغتنامه دهخدا: خومه زار. [ م ِ ] (اِخ) دهی است از دهستان بکش بخش فهلیان و ممسنی فارس. واقع در جنوب خاوری فهلیان کنار راه شوسهٔ کازرون به فهلیان. ۷
خومه زار بزرگترین روستای شهرستان ممسنی است که در ۱۰ کیلومتری جاده نورآباد - شیراز قرار گرفته‌است.

## بزرگان
- دکتر سید ابراهیم امینی حقوق دان و نماینده شهرستان ممسنی در مجلس ششم.